# Развозжаев, Леонид Михайлович
Леони́д Миха́йлович Развозжа́ев (род. 12 июня 1973, Ангарск) — российский политический активист, писатель, бывший помощник депутата Госдумы Ильи Пономарёва, бывший член Совета и Исполкома «Левого фронта». Стал широко известен как участник Болотного дела.

## Биография
Леонид Развозжаев родился 12 июня 1973 года в Ангарске (Иркутская область). Занимался в секции бокса. Закончил 9 классов школы № 4 Ангарска, затем окончил ПТУ по специальности «газоэлектросварщик». С 1993 года занимался малым бизнесом, параллельно работал в газете «Независимое обозрение».
В 1997 году задерживался в качестве свидетеля по делу о разбойном нападении на ангарского предпринимателя Вячеслава Скуденкова и похищении имущества из его квартиры (500 шапок из меха сурка), но дело до суда не дошло.
С 1998 года — в оппозиционном левом движении. Работал в аппарате партии «Родина», с 2005 по 2007 год был заместителем руководителя Союза молодёжи «За Родину!». Параллельно с 2004 года принимал участие в создании «Молодёжного левого фронта» и далее в создании «Левого фронта».
В 2011 году являлся председателем профсоюза работников торговли и услуг.
На выборах в Координационный Совет российской оппозиции, состоявшихся 20-22 октября 2012 года, прошёл в состав Совета по курсу левых сил.
Поддержал аннексию Крыма, в связи с чем находится в базе украинского сайта «Миротворец».
После выхода из колонии в 2017 году написал автобиографический роман «Тюремный университеты», так же в 2022 году вышла фантастическая книга Развозжаева «Доча».

## Семья
Жена — Юлия Смирнова, с которой Развозжаев долгое время состоял в гражданском браке, официально отношения были зарегистрированы 3 июля 2013 в момент нахождения Развозжаева в СИЗО «Матросская тишина». Есть дети: дочери в 2012 году было 8 лет, сыну — 16 лет. Семья родителей живёт в Ангарске. Мать Развозжаева — Галина — умерла от рака в апреле 2015 года в возрасте 81 года. Есть пять братьев, старший брат — Владимир Развозжаев. Отец ранее работал на железной дороге, затем вышел на пенсию.

## Преследование

### Предыстория
5 октября 2012 года телекомпания НТВ показала фильм «Анатомия протеста-2», частью которого, по утверждениям авторов фильма, была видеозапись скрытой камерой встречи, которая происходила во второй половине июня 2012 года в Минске. Участниками встречи в фильме заявлены Гиви Таргамадзе, консул Грузии в Молдавии Михаил Иашвили, Сергей Удальцов, Константин Лебедев и Леонид Развозжаев. На встрече обсуждались варианты действий оппозиции и финансирования протестного движения в России.
17 октября руководитель управления Следственного комитета по взаимодействию со СМИ генерал Маркин назвал фильм «Анатомия протеста-2» документальным, а изложенное в нём — «фактами приготовления к массовым беспорядкам в Москве и на территории других регионов Российской Федерации». Маркин заявил, что «в рамках процессуальной проверки по поручению следователя специалистами проведено фоноскопическое исследование видеоматериалов, полученных в телекомпании НТВ. Признаков монтажа в видеоматериалах не выявлено».
Однако ранее, по сообщениям ряда СМИ, пользователи рунета уличили создателей фильма в подлоге и фальсификации: они дважды использовали один из видеофрагментов в сопровождении разного закадрового текста и с разными субтитрами.
По результатам проверки Следственным комитетом РФ (СКР) возбуждено уголовное дело в отношении Развозжаева, Сергея Удальцова, Константина Лебедева и других фигурантов встречи по признакам приготовления к организации массовых беспорядков), в тот же день у перечисленных персон были проведены обыски.
Интернет-издание Лента.ру поставило под сомнение осведомлённость Развозжаева об источниках финансирования столкновений на Болотной. Издание апеллирует к факту, что Развозжаев не состоял в оргкомитете, а расходы на проведение митинга оплачивались самими оппозиционерами посредством сервиса Яндекс.Деньги из специально созданного кошелька Ольги Романовой.
19 октября 2012 года Развозжаев был объявлен в федеральный розыск. В своём блоге он написал, что уехал из Москвы. Согласно штампу в заграничном паспорте, он въехал на территорию Украины 16 октября на пограничном переходе Новые Ярыловичи с территории Белоруссии (ксерокопия последней страницы паспорта, сделанная в управлении Верховного комиссара ООН по делам беженцев в Киеве 19 октября 2012 года, и другие документы были опубликованы в «Новой газете»).

### Заявления о похищении и применении пыток
20 октября 2012 года на митинге оппозиции в Москве на Трубной площади, было объявлено, что вечером 19 октября в Киеве, около украинского отделения управления верховного комиссара ООН по делам беженцев, куда он обращался о возможности получения политического убежища, Развозжаев был схвачен неизвестными, посажен в машину и увезён в неизвестном направлении. Илья Пономарёв тогда же предположил, что его помощник был похищен российскими спецслужбами «безо всяких к тому законных оснований и будет доставлен в РФ в нарушение Конвенции ООН о беженцах».
Российский журнал The New Times в конце октября 2012 года высказывал предположение, что, поскольку в период рассмотрения запроса на предоставление статуса беженца экстрадиция Развозжаева была бы юридически невозможна, было принято решение по экстренным действиям, причём издание, ссылаясь на свои «осведомлённые источники», утверждало, что «решения подобного рода — компетенция первого лица, то есть Владимира Путина».
21 октября 2012 года Удальцов сообщил, что Развозжаева доставили в Москву. Позже вечером Пономарёв заявил, что Развозжаев был арестован на два месяца. По словам депутата, заседание по мере пресечения для Развозжаева проходило вечером в воскресенье в Басманном суде в закрытом режиме без адвокатов задержанного. Также Пономарёв сообщил, что его помощника вывезли из Киева на частном самолёте российские спецслужбы, у которых было разрешение от украинской стороны.
МВД Украины заявило о непричастности к делу Развозжаева. СБУ Украины заявило, что Москва не просила помочь задержать Развозжаева. Агентство РИА «Новости», ссылаясь на помощника главы пограничной службы Украины, сообщило 23 октября 2012 года, что «Леонид Развозжаев 19 октября легально покинул Украину и во время пересечения государственной границы никаких замечаний пограничникам не высказывал».
По данным интернет-издания Life News, в суде и у здания суда Развозжаев назвал своё задержание незаконным и заявил, что его «схватили в Киеве и два дня после этого пытали».
22 октября руководитель управления Следственного комитета по взаимодействию со СМИ генерал Маркин заявил о добровольной явке с повинной Развозжаева, в которой тот подтвердил все выдвинутые против него обвинения, и его допросе в присутствии защитника.
По словам Маркина, из явки с повинной, сделанной Развозжаевым, следует, что финансирование беспорядков на Болотной площади 6 мая 2012 года осуществлялось со стороны Гиви Таргамадзе, встреча с которым, по утверждениям авторов фильма «Анатомия протеста-2», на основании которого и было заведено уголовное дело, происходила во второй половине июня 2012 года.
Тогда же в Басманном суде подтвердили, что Развозжаев арестован на срок до 16 декабря. В тот же день Следственный комитет РФ начал доследственную проверку по заявлениям Развозжаева о применении пыток. По информации СК, при поступлении в следственный изолятор 21 октября 2012 года медики не зафиксировали наличие каких-либо телесных повреждений у Развозжаева, также отсутствовали жалобы на состояние здоровья и обращения за медицинской помощью.
Сергей Удальцов предположил, что Развозжаев мог дать признательные показания под пытками.
22 октября около 20 часов Антон Цветков, председатель президиума общественной организации «Офицеры России» и член Общественной наблюдательной комиссии Москвы, встретился с Леонидом Развозжаевым в лефортовском СИЗО. Цветков сообщил журналистам, что у Развозжаева нет телесных повреждений, ссадин или кровоподтёков. «Это не только мои слова, сам Леонид говорил мне, что ни в СК, ни в Лефортово, ни в суде, ни в автозаке на него не оказывалось физическое или психологическое давление». Развозжаев просил о встрече с психологом. Кроме того, Цветков пояснил, что в понедельник Развозжаев ещё не успел подать заявление следователю с просьбой о встрече с адвокатами. Андрей Мальгин в своем блоге высказал сомнения в беспристрастности правозащитника и привёл данные из биографии Антона Цветкова: родился в семье офицера КГБ, брат — прокурор, сам служил в ФСБ: «по мнению председателя независимого профсоюза московских полицейских Михаила Пашкина, Антон Цветков всегда и в любых ситуациях отстаивает позицию МВД, хотя сам к полиции никакого отношения не имеет».
Утром 23 октября 2012 года одиночную камеру Развозжаева в следственном изоляторе Лефортово посетил Уполномоченный по правам человека в РФ Владимир Лукин, которому Развозжаев заявил, что какого-либо физического воздействия к нему в изоляторе не применялось. 26 октября Лукин сообщил, что Развозжаев жаловался ему на похищение.
Вечером того же дня с Развозжаевым встретились члены Общественной наблюдательной комиссии Москвы: председатель комиссии, представитель Московской Хельсинкской группы Валерий Борщёв, заместитель председателя Любовь Волкова, Лидия Дубикова, Анна Каретникова, Зоя Светова. Борщёв заявил, что Развозжаева «не избивали, а были страшные психологические пытки, и он был вынужден дать ложные показания». В разговоре с правозащитниками Развозжаев утверждал, что был похищен в Киеве неизвестными, перевезён в подвальное помещение и там под угрозами укола сыворотки правды и угрозами в отношении его самого и его близких, он написал явку с повинной. Как предполагает Развозжаев, этот подвал находится в частном доме где-то в Брянской области. Развозжаев также заявил, что всё написанное в ней не соответствует действительности. В тот же день члены Общественной наблюдательной комиссии Москвы дали интервью телеканалу Дождь. 24 октября 2012 года член комиссии Зоя Светова опубликовала в журнале The New Times более подробный отчёт о посещении Развозжаева в камере СИЗО.
24 октября Следственный комитет сообщил, «что никаких официальных заявлений о пытках, похищении и каких-либо других противоправных действиях от Леонида Развозжаева ни при возбуждении уголовного дела, ни при предъявлении обвинения в Следственный комитет России от него не поступало».
Михаил Федотов обратился в СК и ГП с просьбой допустить к Развозжаеву.
Он же заявил, что у России будут проблемы, если подтвердится, что Развозжаев обращался в ООН.
Как сообщил Валерий Борщёв 9 ноября 2012 года, правозащитники отправили документы по Развозжаеву в Комитет ООН против пыток.
22 ноября 2012 года Следственный комитет РФ заявил об отказе в возбуждении уголовного дела по заявлению Леонида Развозжаева об его похищении и применении пыток, мотивировав решение отсутствием доказательств описываемых Развозжаевым событий; наличием в распоряжении СК РФ показаний свидетелей, опровергающих заявления о похищении; сведениями, полученными от пограничной службы Украины, а также отказом Развозжаева от подтверждения показаний на детекторе лжи. Одновременно Следственный комитет опубликовал показания Развозжаева о том, что 15 октября 2012 года он пересёк границу России и Украины по паспорту родного брата. В интервью агентству «Интерфакс» адвокат Дмитрий Аграновский сообщил, что Развозжаев не отказывался от проверки показаний на полиграфе, но примет решение на основании консультаций с адвокатами.
12 декабря 2012 года на заседании Басманного суда Развозжаев сделал заявление: «За спиной у следователя сидит человек, который меня пытал. Его в своих показаниях называл „аналитик“. Я уверен, что это он со мной работал», однако судья Артур Карпов отклонил требование проверить личность этого человека. Жена Леонида Развозжаева Юлия и активист «Левого фронта» Алексей Сахнин опознали этого человека как следователя Дмитрия Плешивцева, который проводил обыски у оппозиционеров. Плешивцев — следователь Брянского межрайонного следственного отдела Следственного управления СК России по Брянской области, в июне 2012 года был включён в расширенную следственную группу Болотного дела.
14 января 2013 года представитель СК заявил: «По поводу похищения Развозжаева следствием была проведена тщательная проверка, установлено, что он на такси подъехал к границе, вышел из автомобиля, прошёл паспортный контроль, машина также проехала границу, он сел в тот же автомобиль и проехал в нём вплоть до Москвы».

### Уголовное преследование и содержание под стражей
23 октября 2012 года СКР предъявил обвинение Леониду Развозжаеву; одновременно было объявлено, что адвокат Виолетта Волкова не будет представлять его, так как его интересы, по словам Владимира Маркина, противоречат интересам других её клиентов, в том числе координатора «Левого фронта» Сергея Удальцова.
7 ноября Леонид Развозжаев на заседании в Мосгорсуде отказался от явки с повинной, несмотря на это, суд признал его арест законным.
Развозжаеву были предъявлены обвинения в подготовке массовых беспорядков, а также в разбое (в связи с нападением в 1997 году на квартиру торговавшего меховыми изделиями предпринимателя из Ангарска); кроме того, в начале декабря 2012 года его обвинили в незаконном пересечении российско-украинской границы при его поездке на поезде из Москвы в Киев 15 октября 2012 года. В начале января 2013 года было объединёно в одно производство дело о беспорядках на Болотной площади, дела по обвинению Сергея Удальцова, Леонида Развозжаева, Константина Лебедева в подготовке к организации массовых беспорядков, а также расследование дел Развозжаева о разбое и незаконном пересечении границы; адвокат Развозжаева Марк Фейгин был отстранён от участия в уголовном деле о массовых беспорядках.
В начале января 2013 года было объединено в одно производство дело о беспорядках на Болотной площади, дела по обвинению Сергея Удальцова, Леонида Развозжаева, Константина Лебедева в подготовке к организации массовых беспорядков, а также расследование дел Развозжаева о разбое и незаконном пересечении границы.
Адвокат Развозжаева Марк Фейгин был отстранён от участия в уголовном деле о массовых беспорядках.
20 декабря 2012 года стало известно, что в рамках уголовного дела о разбое Развозжаев был этапирован из Москвы в Ангарск.
18 января 2013 года в отношении Развозжаева возбуждено ещё одно уголовное дело по статье о заведомо ложном доносе.
24 января 2013 года стало известно, что Следственный комитет в связи истечением срока давности прекратил уголовное преследование по одному из четырёх инкриминированных Развозжаеву дел — о разбое и похищении 500 меховых шапок в 1997 году в Ангарске. Тогда же было сообщено о его переводе из общей камеры в больницу СИЗО-1 в Иркутске.
В феврале 2013 года Развозжаев продолжал находиться в иркутском СИЗО-1. По словам ангарского адвоката Вячеслава Иванца, 11 февраля Развозжаев был избит в коридоре СИЗО около следственных кабинетов, на него оказывали давление сокамерники, склоняя его к даче показаний, требуемых следствием.
24 июля 2014 года Мосгорсуд приговорил Леонида Развозжаева и Сергея Удальцова к 4,5 годам лишения свободы каждого — по делу о массовых беспорядках в Москве 6.05.2012. Развозжаеву также был назначен штраф в сумме 150 тыс. рублей.
В мае 2016 года Европейский суд по правам человека придал приоритет и коммуницировал жалобу Развозжаева на приговор суда, отказ в возможности попрощаться с умирающей матерью и неправомерное помещение в удалённую колонию.
7 апреля 2017 года вышел на свободу (с учётом срока, проведённого в СИЗО, срок лишения свободы закончился). Последующие два года Развозжаеву было запрещено посещать массовые акции и он находился под надзором правоохранительных органов.
В 2019 году ЕСПЧ вынес постановление по делу Развозжаева; часть его жалобы суд признал неприемлемыми для рассмотрения по существу, по другой части констатировал нарушения его прав со стороны России и Украины.
Развозжаев получил компенсацию от Российской Федерации. Минюст Украины отказал в выплате в связи с событиями после 24 февраля 2022 года.

## Реакция на уголовное преследование

### Реакция в России
24 октября 2012 года Интерфакс процитировал анонимный источник в правоохранительных органах, который выступил с угрозами в адрес оппозиции:

Истеричная кампания с элементами подтасовки фактов и вымыслов, которую организовали в СМИ представители оппозиции и их защитники по поводу явки с повинной Развозжаева, обернётся для них совершенно неожиданными результатами.
— Интерфакс, 24 октября 2012
27 октября 2012 года в Москве гражданские активисты проводили акцию в защиту политзаключённых под лозунгом «Мы против пыток и репрессий» в форме цепи одиночных пикетов от здания ФСБ на Лубянке до Следственного комитета в Техническом переулке. Ранее перед зданиями ФСБ и Следственного комитета в течение нескольких дней также проходили одиночные пикеты в защиту Леонида Развозжаева, против политических репрессий.
29 октября 2012 года телеведущий Владимир Познер в конце своей программы «Познер» посвятил своё обращение, в котором выразил недоверие методам работы СК и правоохранительных органов. Телеведущий посчитал, что на Развозжаева было оказано давление с целью принуждения к явке с повинной по делу о подготовке массовых беспорядков.

Когда господин Маркин сказал, что он верит только фактам и что сам Развозжаев собственной рукой написал 10 страниц признания, я вообще чуть не упал со стула. Ведь наверняка господин Маркин знает, что таких написанных от руки признаний в архивах КГБ, в частности, сотни тысяч, если не миллионы. И известно, как были получены эти признания. И вообще, как он думает: если бы к нему применяли те методы, которые применялись тогда, он бы не написал сколько надо страниц признаний? Я совершенно не к тому, что я считаю Развозжаева виновным или невиновным, я бы хотел, чтобы суд этим занимался. Но такой суд, которому я, в частности, могу доверять.
— 
Он также сравнил приговоры по делам Шавенковой и Pussy Riot. Депутат ГД от Единой России Илья Костунов написал письмо генеральному директору Первого канала Константину Эрнсту, в котором потребовал уволить Владимира Познера.

### Реакция на Украине
Начальник Управления по связям с общественностью МВД Украины Владимир Полищук так прокомментировал ситуацию: «Понятно, что это были не преступные элементы. Это не криминальный вопрос, а вопрос взаимодействия силовых структур, о котором я ничего не знаю. Вероятнее всего, действовали силовики или силовые структуры других стран».
Экс-президент Украины Виктор Ющенко заявил, что произошедшее «говорит об одном — мы не хозяева на своей земле. У нас господствует другая власть — в прямом и переносном смысле этого слова. Когда работают „маски“ спецслужб других стран, это говорит о том, что мы живем в колонии, где не уважают твоих национальных границ и твоих полномочий как суверенной нации и государства».
Лидер фракции Партии регионов Александр Ефремов комментируя произошедшее заявил что «то, что сделано в период, когда выборы на носу, это не идёт на пользу власти» и «соответствующую нехорошую услугу нам сделали со стороны Российской Федерации».
МВД не будет заводить уголовного дела по похищению.
Представители украинских левых и правозащитных организаций проводили в Киеве и Одессе акции протеста против похищения Развозжаева.

### Реакция в мире
- Межгосударственные организации:
  - Агентство ООН по делам беженцев после исчезновения Развозжаева обратилось в милицию Киева и 22 октября 2012 года опубликовало заявление о глубокой обеспокоенности по поводу произошедшего[80][81].
  - В ноябре 2019 года ЕСПЧ признал факт нарушения властями РФ и Украины прав Леонида Развозжаева (необоснованное задержание, удаленость отбывания наказания, право на свободу собрания и право на собственность), поручив выплатить ему из 11 евро и 4 тыс. евро[82]. Суд отказал Удальцову и Развозжаеву в признании их преследования политически мотивированным, но признал Россию и Украина ответственными за то, что не расследовали должным образом заявления Развозжаева о его похищении. ЕСПЧ постановил постановил не привлекать Россию к ответственности за похищение, ибо не удалось установить тот факт, что вывезшие его с Украины люди действовали по распоряжению российских властей.
  - ЕС призвал Украину дать ответ на вопросы в связи с делом Развозжаева[83].
- Иностранные государства:
  - Государственный департамент США выразил озабоченность в связи с заявлениями Развозжаева о похищении[84].
- Международные неправительственные организации:
  - Международная амнистия призвала Россию расследовать сообщения о похищении и пытках Развозжаева[85].
  - Хьюман Райтс Уотч обратилась к Украине с призывом расследовать исчезновение Развозжаева[86].

## Публикации
- Леонид Развозжаев. Снимите розовые очки! Или вам их разобьют — на сайте forum-msk.org, 25.04.2017.